# Zwartrugglansvogel
De zwartrugglansvogel (Brachygalba salmoni) is een vogel uit de familie Galbulidae (glansvogels).

## Verspreiding en leefgebied
Deze soort komt voor in oostelijk Panama en noordwestelijk Colombia.

## Status
De grootte van de populatie is in 2019 geschat op 20.000-50.000 volwassen vogels. Op de Rode lijst van de IUCN heeft deze soort de status niet bedreigd.